# Charrua
Charrua este un oraș în Rio Grande do Sul (RS), Brazilia.